# Cacosternum boettgeri
Cacosternum boettgeri е вид жаба от семейство Pyxicephalidae. Видът не е застрашен от изчезване.

## Разпространение
Разпространен е в Ботсвана, Етиопия, Замбия, Зимбабве, Лесото, Мозамбик, Намибия, Свазиленд и Южна Африка.